# تعزيز الصحة الطبية
تعزيز الصحة الطبية عبارة عن الوقاية، التي تشتمل على عناصر تعزيز الصحة وإعادة التأهيل، والتي تحدث في نظام الرعاية الصحية بالإضافة إلى المرضى.
والغرض منه هو التركيز على الوقاية ودمجها في مسارات المرضى من أجل الحد من التعرض للوفاة ومنع ظهور المضاعفات والانتكاسات بالإضافة إلى زيادة التأقلم وتحسين نوعية الحياة. ويظهر تعزيز الصحة الطبية من نظام الرعاية الصحية حيث يكون المريض جزءًا نشطًا / مُنشطًا، وبالتالي تشتمل الجهود على عناصر تعزيز الصحة وإعادة التأهيل.
في المجمل العام، يكون التركيز على جعل الاختيار بيد المريض وجعله يتحمل مسؤولية علاجه، هذا بجانب التعاطف وردود الأفعال والتوقعات الإيجابية. إن المستهدف هنا هو المرضى، والمجال يمكن أن يتمثل في الرعاية الأساسية أو الثانوية حيث يشاركالمحترفون في التعامل مع المرضى في عملية تحسين الصحة السريرية.

## أمثلة
من أمثلة تعزيز الصحة الطبية:
- إقلاع النساء الحوامل عن التدخين
- التوقف عن تناول الكحول قبل إجراء جراحة
- برنامج التمارين الرياضية لمن يعانون من اضطراب نفسي
- التوعية بـمرض السكري
- السيطرة على مرضى الربو.[1]

## وصلات خارجية
- Clinical Health Promotion - Research and Best Pratice for patients, staff and community